# Godless (film)
Godless (Bulgaars: Bezbog) is een Bulgaars-Deens-Franse film uit 2016, geschreven en geregisseerd door Ralitza Petrova. De film ging op 11 augustus in première op het internationaal filmfestival van Locarno en won de Gouden Luipaard. De film werd ook geselecteerd voor de competitie van het filmfestival van Sarajevo.

## Verhaal
In een afgelegen dorpje in Bulgarije zorgt de verpleegkundige Gana voor dementerende bejaarden. Ondertussen voorkoopt ze de identiteitskaarten van de ouderen op de zwarte markt waar ze gebruikt worden voor identiteitsdiefstal. Het geld dat ze verdient, wordt gebruikt voor haar morfineverslaving. Thuis zorgt ze voor haar werkloze moeder met wie ze nauwelijks spreekt. Haar relatie met haar vriend, een automecanicien, is verstoken van liefde en seksuele attractie en beiden leven in stilte naast elkaar. Er komt pas verandering in haar leven wanneer ze sympathie krijgt voor Yoan, een nieuwe patiënt wiens identiteitskaart ze ook verkocht heeft. Wanneer Yoan gearresteerd wordt voor fraude staat ze voor een belangrijke keuze.

## Rolverdeling
| Acteur                  | Personage  |
| ----------------------- | ---------- |
| Irena Ivanova           | Gana       |
| Ivan Nalbantov          | Yoan       |
| Alexandr Triffonov      | Pavel      |
| Ventzislav Konstantinov | Aleko      |
| Dimitar Petkov          | De rechter |

## Prijzen en nominaties
De belangrijkste:
| Jaar | Prijs                                   | Categorie                            | Genomineerde(n) | Uitslag  |
| ---- | --------------------------------------- | ------------------------------------ | --------------- | -------- |
| 2016 | Internationaal filmfestival van Locarno | Gouden Luipaard                      | Ralitza Petrova | Gewonnen |
| 2016 | Internationaal filmfestival van Locarno | Beste actrice                        | Irena Ivanova   | Gewonnen |
| 2016 | Filmfestival van Sarajevo               | Speciale prijs van de jury           | Ralitza Petrova | Gewonnen |
| 2016 | Filmfestival van Sarajevo               | Hart van Sarajevo voor beste actrice | Irena Ivanova   | Gewonnen |